# 文汇报 (上海)
《文汇报》是上海報業集團在上海出版的一份综合性報紙，以知识分子为主要读者对象，以文化、人文领域为主要报道内容。

## 歷史

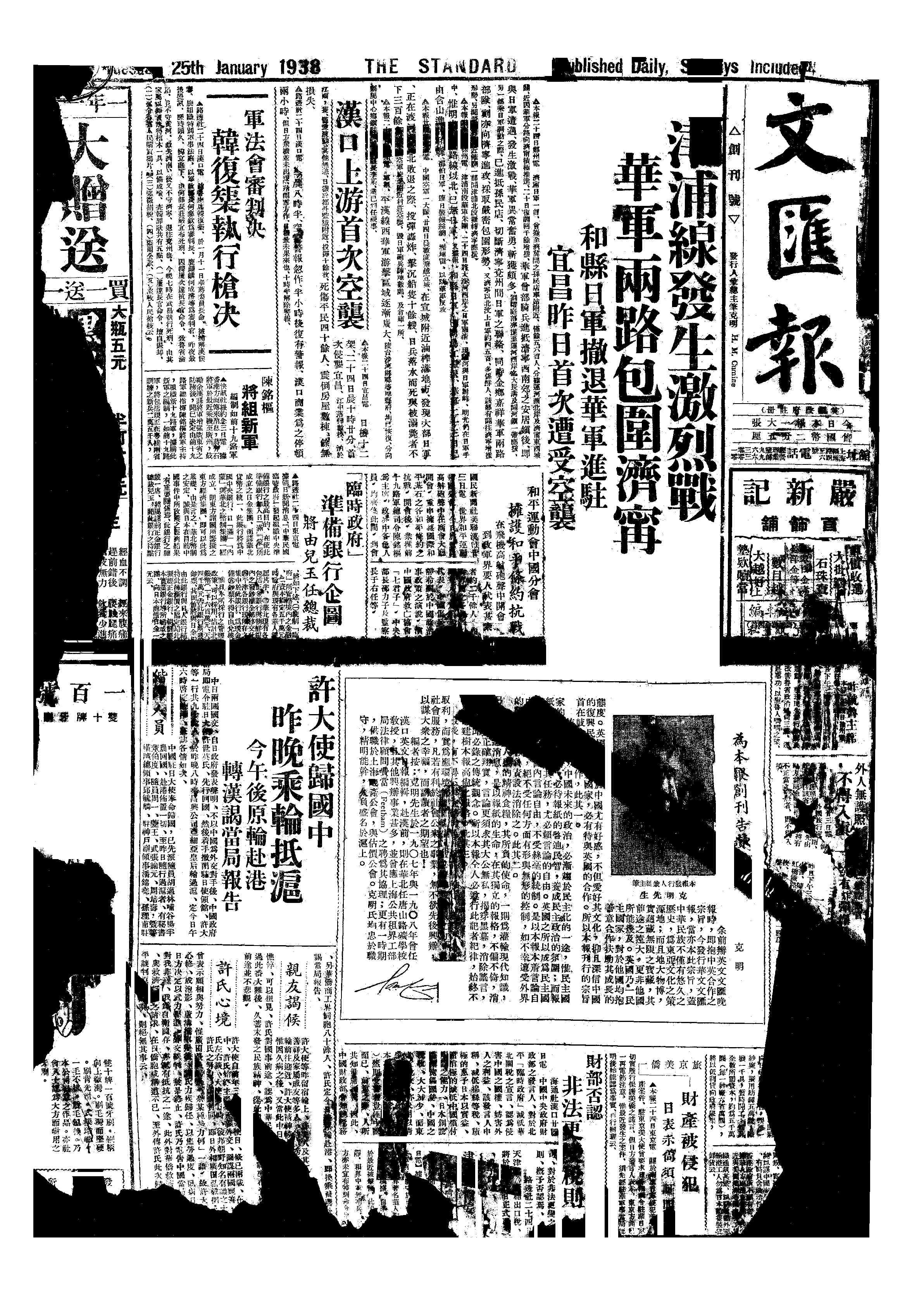
《文汇报》创刊号

上海以「文匯」为名的第一份报章，是1879年英国人创办的"The Shanghai Mecury"。
上海《文匯報》於1938年1月25日在上海市福州路436号創刊，由严宝礼等一批爱国人士集资创办，在抗日戰爭時期进行抗日救亡宣传。報刊名稱有「文以載道，匯則興邦」之意。当时为拒绝日方检查，该报利用英商作招牌，以《文汇报》（The Standard）名称在英国注册，成立“英商文汇有限公司”，并建立董事会。1939年5月18日，英国驻上海领事馆向日本軍國政權妥協，汪精衛政權強制停刊。
抗戰勝利後，1945年8月18日至9月5日，《文汇报》以号外形式复刊，報社位於哈密大樓；後因報道五二〇运动、较场口事件、下关惨案、臧大咬子事件、劝工大楼血案、沈崇案、上海攤販事件等，令國民政府不滿，被國民政府以“连续登载妨害军事之消息，及意图颠覆政府，破坏公共秩序之言论与新闻”的罪名勒令停刊，上海《文匯報》被迫於1947年5月24日再次停刊，报社主体赴香港创办香港《文汇报》；中共接收上海後，於1949年6月21日在上海圆明园路哈密大樓再次復刊。徐铸成任社长兼总编辑。
中华人民共和国成立后，《文汇报》仍为私营，1953年实行公私合营。1952年4月1日起，《文汇报》从大张改为小张，出4开8版两张，正张刊登新闻，副张系各种副刊、专刊，可单独订阅。1955年10月1日，《文汇报》在中華人民共和國出版的報紙中率先改直排为横排。
1956年5月1日，文汇报社迁往北京，参加创办教育部机关报《教师报》，《文汇报》停刊。1956年，经中共中央决定，《文汇报》迁回上海，于10月1日复刊。
1957年3月，毛泽东主席在中南海邀约新闻界代表人士的座谈会上，当康生把徐铸成介绍给毛泽东时，毛主席赞扬上海《文汇报》办得好，说：“我每天首先看（上海）《文汇报》，然后看《人民日报》，如果有空，再看别的报纸。”
1957年6月在反右运动中，《文汇报》受到批判。同年7月1日，《人民日报》发表由毛泽东起草的社论《文汇报的资产阶级方向应当批判》，社论认为，资产阶级右派就是“反共反人民反社会主义的资产阶级反动派”，他们的方针是“整垮共产党，造成天下大乱，以便取而代之”。
文化大革命爆发后的1967年1月3日，该报被“造反派”夺权，翌日重新刊登1957年7月1日《人民日报》社论《文汇报的资产阶级方向应当批判》，报头改用黑体字。1月5日，该报在第一版发表了上海11个造反组织的《告上海人民书》。期间刊登了《爱国主义还是卖国主义?——评反动影片〈清宫秘史〉》《评斯坦尼斯拉夫斯基“体系”》《批倒批臭“四条汉子”》等文章，部分刊发于《人民日报》头版。文革后，《文汇报》被华国锋、邓小平的中共指控为“林彪、江青反革命集团”的一个“宣传渠道”，制造了大批冤假错案。文革结束后，《文汇报》被“拨乱反正”，后刊登《评“四人帮”反革命修正主义路线的极右实质》《为篡党夺权制造反革命舆论的大毒草——揭露“四人帮”炮制反动影片〈盛大的节日〉的罪恶阴谋》等文，并就文革期间的部分“错误宣传”进行了自我批判。
1978年5月19日，《文汇报》总编辑马达在干部大会上传达市委指示“《文汇报》要和《解放日报》有明显分工，要办成以教育、科技、文艺、理论、卫生、体育等六界为重点的综合性报纸”。
1979年1月1日，《文汇报》首次改版，报头由一度临时改用的黑体字改用华国锋题字；1月3日综合性文艺副刊恢复“笔会”刊名；7月16日，《文汇报》各版字号由老五号改为新五号。1981年8月19日，报头恢复创刊时书法家谭泽闿的手写体。文革结束后的1970年代末期到1980年代初，《文汇报》发行量最高达170万份，绝大多数发行来源自上海以外地区。期间发表过很多有影响的作品。1978年8月11日，复旦大学学生卢新华的小说《伤痕》在《文汇报》上全文刊登，引发社会强烈反响；同年话剧《于无声处》在上海上演时，《文汇报》最先对该剧进行报道，形成了全国影响。
1980年起，《文汇报》在4个版之外出版《文汇增刊》，一年后更名为《文汇月刊》；此后该报又创立了新闻理论刊物《新闻记者》、《文汇经济信息报》、《文汇读书周报》、《文汇电影时报》（原名《中国电影时报》）、《文汇生活导报》等。1985年5月，《文汇报》设立文汇出版社，成为第一家中国大陆地方报社兴办的出版社。1990年代，该报以文汇实业总公司为主体，先后创办了文汇科技公司、文汇文化艺术公司、文汇艺术中介、文汇出租车队等。
1990年代后，《文汇报》经历了多次改版。1991年1月2日起，每逢周三增出对开4版的扩大版，设有报告文学、传记、生活、中外文摘、随笔等专版。1992年1月1日从对开4版扩大为对开8版，把原来每周一次的扩大版内容并入。1995年1月2日《文汇报》再次扩版，从对开8版改为对开12版，星期日出对开4版。1996年1月1日起，《文汇报》从黑白版改成彩色版，上海印区的《文汇报》第一、第四版每天出彩版。同年底，北京印区的《文汇报》也天天出彩报。1996年1月2日，副刊“笔会”改版，恢复每天1个版（星期六除外）的格局。2001年10月8日再次改版，版式从8栏改为7栏，报头居中。改版后，全彩12版，每天9个新闻版，每周20个专副刊。2004年1月，《文汇报》再次扩版，从对开12版改为对开16版，适度调整广告版面并开辟新的专版。2014年10月15日，时隔13年改版。改版后的《文汇报》以“人文大报”为定位，继续重点报道文化、人文领域。另外原先独立出刊的《文汇读书周报》也并入《文汇报》，成为每周一随报发行的8个专版。
2018年1月18日，文汇报社融媒体指挥中心正式开通运行，实现了报纸的整体转型。同年，报纸入选2017年全国百强报纸推荐名单。
2025年1月1日，根据上海报业集团新一轮改革方案，《文汇报》所属文汇网、文汇客户端并入上观新闻，原文汇网网站域名导向上观新闻，同时上观新闻网站设有原文汇网的访问入口；《文学报》并入《文汇报》，改为《文学》周刊继续出版。根据上海市互联网信息办公室于2025年3月31日更新的《上海市互联网新闻信息服务单位许可信息》，文汇报社所属网站“文汇网”（whb.cn）仍为取得许可的服务项（仅为历史存档），文汇客户端因关停整合而不再列入许可名单。该社另拥有已获服务许可且在微博、微信、抖音平台运营的账号34个。

## 社论及文章
1965年11月10日，发表文章《評新編歷史劇〈海瑞罷官〉》，严厉批评《海瑞罷官》。揭开文化大革命的序幕。
1976年3月5日，报道纪念雷锋活动，遗漏周恩来的题词。南京市的學生、工人首先揭露了该报3月5日和25日先後在報紙上刪去周恩來題詞和出現影射攻擊周恩來的語句，导致后来的四五运动。
1979年1月14日，发表丁允明的署名文章《为广告正名》，后于同年3月15日刊登劳力士手表的广告，促进了上海和中国大陆广告业的恢复和开拓，被视为中国开放的一个标志。
1991年1月26日，《文汇报》刊发经济学家刘国光访谈录《90年代，深化改革的理论思考》，在中国大陆报纸中首次采用了“社会主义市场经济”的概念，在社会上、特别是在理论界引起较大反响。

## 外部連結
- 文汇网（页面存档备份，存于）（官方网站）
- 电子报 （页面存档备份，存于）
- 官方新浪微博（页面存档备份，存于）